# Institut Astrofísic de les Illes Canàries
L'Institut d'Astrofísica de Canàries (IAC) —Instituto de Astrofísica de Canarias en castellà— és un centre de recerca espanyol localitzat a les Illes Canàries, aprofitant la qualitat dels seus cels. Els seus observatoris i l'Institut d'Astrofísica constitueixen l'Observatori Nord Europeu.
Es tracta d'un consorci públic integrat per l'Administració de l'Estat Espanyol, la Comunitat Autònoma de Canàries, la Universitat de La Laguna i el Consell Superior d'Investigacions Científiques (CSIC) que a més té participació d'institucions de 19 països. Alguns d'aquests països participen en la presa de decisions gràcies al Comitè Científic Internacional (CCI). El director i fundador de l'institut és Francisco Sánchez.

## Components del IAC
Els següents elements constitueixen l'Observatori Nord Europeu:

### Institut d'Astrofísica
Està ubicat al municipi de San Cristóbal de La Laguna a l'illa de Tenerife. És la seu de l'IAC i, a més de ser el centre de la funció administrativa és un centre d'investigació i de difusió científica.

### Observatori del Roque de los Muchachos
Està ubicat al municipi de Garafía a l'illa de La Palma, a la vora del Parc Nacional de la Caldera de Taburiente, a 2.400 metres d'altitud. Va ser inaugurat el 1985 i allà es troba la major concentració de telescopis de l'hemisferi nord del planeta, compta amb telescopis solars, telescopis nocturns i altres instal·lacions entre les quals es troba una residència per als científics. A més en construcció es troba el Gran Telescopi Canarias (GTC o GRANTECAN).

### Observatori del Teide
Està situat a la zona d'Izaña, a l'illa de Tenerife. A 2.400 metres d'altitud es va crear el 1959 lligat a la Universitat de La Laguna. Es dedica preferentment a l'estudi del sol, comptant amb els millors telescopis europeus dedicats en aquest tipus d'estudi. Està equipat tant amb telescopis solars com nocturns.
Disposa d'un centre de visitants per a la divulgació científica i una residència destinada al personal de l'observatori.

## Història de l'IAC
L'Observatori del Teide es crea el 1959, arribant el primer telescopi a la zona el 1964, gràcies a un acord amb la Universitat de Bordeus (França). El 1975 es crea l'actual Institut d'Astrofísica de Canàries que venia precedit de l'Institut Universitari d'Astrofísica que depenia de la Universitat de La Laguna. El 1979 Espanya signa amb Dinamarca, Suècia i el Regne Unit l'Acord i Protocol de Cooperació en Astrofísica, gràcies al qual arribarien moderns telescòpics als observatoris. Bàsicament els acords consisteixen en la cessió del cel per part de l'IAC a canvi d'un percentatge del temps d'observació dels telescopis instal·lats.2019
El 1982 el parlament espanyol permet a l'IAC configurar-se com un consorci públic (Consorci Públic IAC), integrat per l'Administració de l'Estat, la Comunitat Autònoma de Canàries, la Universitat de La Laguna i el Centre Superior d'Investigacions Científiques. L'Observatori del Roque de los Muchachos es va dotant de les primeres instal·lacions i telescopis. A poc a poc es va incrementant el nombre d'institucions amb les quals s'aconsegueixen col·laboracions i països com Alemanya, Finlàndia, França i Noruega s'incorporarien als acords. Posteriorment s'anirien incorporant més països. El 1985 té lloc la inauguració oficial de les instal·lacions de l'IAC.
A principis dels anys noranta arribaria el primer telescopi desenvolupat i construït completament a Espanya, el IAC-80. El 1994 s'arriba a un acord amb l'Agència Espacial Europea (ESA) per a la instal·lació a l'Observatori del Teide d'un telescopi. Aquest mateix any es crea la societat anònima GRANTECAN, S.A. per a la construcció d'un gran telescopi (Gran Telescopi Canàries) impulsat pel govern de Canàries i el d'Espanya. Aquest dona llum verda a la construcció d'aquest telescopi el 1998, sent el seu futur emplaçament les instal·lacions de La Palma.
Aquest telescopi, un cop finalitzat, serà un dels més grans i més avançats del món. El 2000 s'aconsegueixen uns terrenys a Breña Baja per al que serà el futur Centre Comú d'Astrofísica a la Palma (CALP), que permetrà dotar l'illa d'una major infraestructura en suport a l'observatori.
El 2007 l'IAC passa a ser un dels nodes de la Xarxa Espanyola de Supercomputació. A causa d'aquest acord, s'instal·la a les Canàries un dels supercomputadors (LaPalma) que formen part de la xarxa.

## Qualque descobriment important de l'IAC
Dels descobriments de l'IAC es poden destacar:
- Es descobreix el primer possible forat negre en la nostra galàxia (1992).
- Es localitzen els cosmosomes en la radiació del fons còsmic de microones (1994).
- Es troba a les Plèiades l'objecte "Teide 1", la primera nana marró (1995).
- Es descobreix el primer forat negre en l'halo de la nostra galàxia (2001).

## El cel de Canàries
Canàries és un lloc privilegiat per a l'observació astronòmica a causa de la transparència dels seus cels. Els observatoris estan a 2400 metres d'altitud no es veuen afectats pel mar de núvols, fenomen característic de les zones altes de les illes. Per sobre d'aquest mar de núvols l'atmosfera és molt neta i poc turbulenta, condicions excel·lents per a l'observació. A més, a causa del clima, el nombre d'hores durant les quals es pot treballar és molt alt.

## La Llei del Cel
Per mantenir les magnífiques condicions per a l'observació, el 1988 es va crear la Llei per a la Protecció de la Qualitat Astronòmica dels Observatoris de l'IAC, coneguda com a Llei del Cel. Aquesta llei, que afecta les illes de Tenerife i La Palma, tracta d'evitar quatre tipus diferents de contaminació: lumínica, radioelèctrica, la contaminació atmosfèrica i la que poden provocar les rutes aèries. Així es regula: 
- L'ús d'un enllumenat adequat a les poblacions (a partir de les 00:00 es redueix la il·luminació)
- El control d'estacions radioelèctriques que puguin interferir als observatoris.
- La prohibició d'activitats industrials o d'altre tipus per sobre dels 1.500 metres que puguin contaminar l'atmosfera.
- Les rutes dels avions que sobrevolen les instal·lacions de La Palma i Tenerife.

Per vetllar pel compliment d'aquestes normes el IAC disposa de l'Oficina Tècnica per a la Protecció de la Qualitat del Cel.

## President honorari

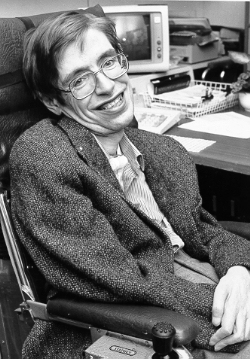
El científic anglès Stephen Hawking va ser nomenat Professor honorari de l'Institut d'Astrofísica de Canàries en 2016.

En 2016, el científic anglès Stephen Hawking va ser nomenat Professor honorari de l'Institut d'Astrofísica de Canàries, sent la primera distinció d'aquest tipus que concedeix aquest centre.

## Participació internacional
Membres del CCI
- Dinamarca
- Bèlgica
- França
- Alemanya
- Itàlia
- Noruega
- Espanya
- Suècia
- Regne Unit

Altres països amb participació
- Armènia
- Estats Units
- Finlàndia
- Irlanda
- Mèxic
- Països Baixos
- Polònia
- Portugal
- Rússia
- Taiwan
- Ucraïna